# الجامعة الملكية المغربية لبناء الجسم
| منظمة كمال أجسام                     | منظمة كمال أجسام                                     | منظمة كمال أجسام |
| ------------------------------------ | ---------------------------------------------------- | ---------------- |
| الجامعة الملكية المغربية لبناء الجسم |                                                      |                  |
| معلومات عامة                         |                                                      |                  |
| الاسم المختصر                        | FRMBB                                                |                  |
| تأسيس                                | 2010، الرباط، المغرب                                 |                  |
| بيانات تفصيلية                       |                                                      |                  |
| المنظمة الأم                         | الاتحاد الدولي لكمال الأجسام واللياقة البدنية (IFBB) |                  |
| الرئيس                               | عبد المجيد الدمناتي                                  |                  |
| المقر                                | الرباط، المغرب                                       |                  |
| المنافسات                            |                                                      |                  |
| المنافسات                            | بطولة كأس العرش لبناء الجسم                          |                  |

الجامعة الملكية المغربية لبناء الجسم اتحاد رياضي محلي يشرف على رياضة كمال الأجسام في المغرب وهو عضو في الاتحاد الدولي لكمال الأجسام واللياقة البدنية (IFBB). تأسس في الرباط سنة 2010.

## رؤساؤه
- عبد المجيد الدمناتي

## وصلات خارجية
- الجامعة الملكية المغربية لبناء الجسم على الفيسبوك
- الاتحاد الدولي لكمال الأجسام واللياقة البدنية.